# Companhia Central Peninsular dos Caminhos de Ferro de Portugal
La Companhia Central Peninsular dos Caminhos de Ferro de Portugal, nota anche come Companhia Peninsular, fu la prima impresa ferroviaria in Portogallo. Costituita dall'impresario britannico Hardy Hislop nel 1853, costruì solo il tronco Lisbona-Carregado della Linea del Nord prima di estinguersi nel 1857.

## Storia

### Premesse
Intorno alla metà del XIX secolo il governo di Costa Cabral affrontò il problema della carenza dei trasporti in Portogallo creando la Companhia das Obras Públicas Portuguesas con il compito di pianificare le strutture viarie e ferroviarie necessarie tra Lisbona e la frontiera spagnola. L'instabilità política e sociale del paese e la fragilità economica della "Companhia" fece arenare il progetto.

### Nuovi tentativi
Il regime di Fontes Pereira de Melo manifestò l'intento di sviluppare il trasporto ferroviario in particolare tra Lisbona e la frontiera ricorrendo a capitali stranieri per sopperire alla carenza di risorse finanziarie disponibili. In tale contesto emerse la figura di Hardy Hislop, un ambizioso cittadino britannico che si presentò quale rappresentante di un gruppo di investitori interessati alla creazione di ferrovie in Portogallo. La sua proposta di una ferrovia dalla capitale fino al confine, attraverso Badajoz, venne accolta con favore dagli ambienti politici portoghesi; il 18 luglio 1851 una commissione governativa esaminò la proposta. Il 20 ottobre venne bandito un concorso per la costruzione di una linea da Lisbona alla frontiera via Santarém. Tra il 6 maggio e il 31 luglio 1852 furono presentate 3 proposte, tra cui quella di Hardy Hislop in rappresentanza della "Companhia Central Peninsular dos Caminhos de Ferro Portugueses" creata allo scopo. Hislop si aggiudicò la concessione in quanto proponeva la costruzione della linea secondo quanto previsto nel bando, con una garanzia del 6% di interesse sul capitale investito e un ammortamento di 1 o 1,5% (stabilito nella valutazione del governo) e, alla tratta fino Santarém, aggiungeva il proseguimento fino al confine con la Spagna e al porto.
Lo stato si impegnava a sottoscrivere un terzo del capitale previsto per l'esecuzione delle opere (1.200.000 réis), a non autorizzare la costruzione di linee parallele a meno di 50 chilometri, a cedere le aree demaniali gratuitamente, a un dividendo del 6% nel capitale speso oltre a esenzioni fiscali; come contropartita manteneva il diritto di controllo e di riscatto della linea, del materiale rotabile e degli impianti al termine di 25 anni. Tuttavia Hislop, che non disponeva affatto dei capitali necessari, firmato il contratto lo cedette a un'"altra" società costituita con lo stesso nome, mentre alcuni lavori propedeutici venivano avviati dagli ingegneri britannici.
Il 7 dicembre 1852 Hislop consegnò al governo il progetto dell'ingegnere Tan Rumball. Si susseguirono tuttavia le varianti sia sul punto di partenza che sul tracciato che fu approvato il 3 febbraio 1853 dopo alcune modifiche tra cui il sito della stazione di origine modifica questa che fu criticata dall'ingegnere White, della compagnia concessionaria, in quanto la ristrettezza del sito precludeva ogni possibile ampliamento del piazzale.
Il 7 febbraio, Fontes Pereira de Melo stabilì un termine di 40 giorni entro il quale la Companhia Central Peninsular, dimostrando di avere disponibile almeno tre quarti del capitale, doveva costituirsi legalmente. Il 28 marzo la società si costituiva ufficialmente ma solo il 10 maggio 1853 venivano approvati gli statuti.
Il governo cercando di salvare le apparenze aveva, con una cerimonia fittizia, dato inizio ai lavori il 7 maggio 1853, ma nel mese di giugno la gestione della società veniva ancora modificata mentre la disorganizzazione strutturale e amministrativa, unita a manovre di vario genere, continuava a causare forti ritardi ai lavori. Alla fine Hislop era perfino costretto ad ammettere di non disporre dei fondi necessari.

### La società viene rilevata dallo stato
Dato che i lavori languivano Fontes Pereira de Melo prese l'iniziativa di costituire una società portoghese per rilevare la concessione già assegnata alla Peninsular.
La nuova compagnia avrebbe avuto un capitale di 3.600.000 réis finanziato in 3 parti; una coperta dal Governo, una da sottoscrizioni e l'altra dagli imprenditori. Tuttavia il trasferimento delle azioni della società di Hislop alla nuova società doveva essere autorizzato dal Consiglio di amministrazione, inesistente data la natura fittizia dell'azienda. Hislop ricorse a uno stratagemma; prese 12 indigenti londinesi facendoli passare per amministratori e, dopo aver recitato la parte, li riportò rapidamente indietro.
I lavori vennero quindi affidati alla Waring Brothers & Shaw, di Londra per un importo complessivo di 3.501.000 réis con l'impegno a realizzare il tracciato completo di installazioni telegrafiche fino a Santarém. Le norme di controllo e vigilanza per le opere furono approvate il 5 settembre 1853; i lavori iniziarono il giorno 17 dello stesso mese.

### I lavori procedono a rilento

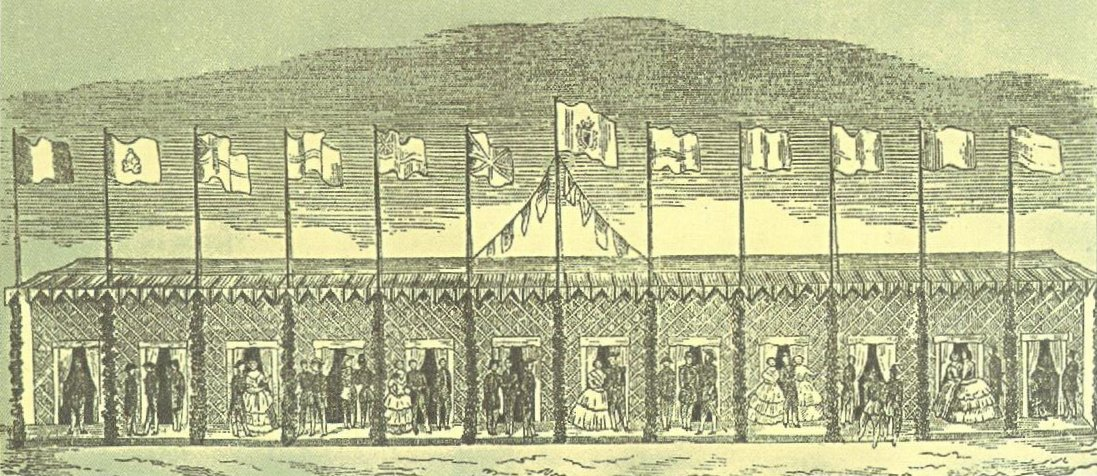
Padiglione montato nella stazione di Carregado per la cerimonia inaugurale

Per circa 2 anni i lavori continuarono lentamente; il 5 settembre 1855 vennero sospesi a causa di conflitti tra la società e le imprese appaltatrici; il giorno successivo il governo rilevò le opere.
Il 7 febbraio 1856 la gestione del progetto venne affidata all'ingegnere Watier mentre il governo tentava di trovare un accordo con gli imprenditori ma senza risultati; il 28 agosto veniva erogato un finanziamento alla società contro emissione di titoli. Il contratto con l'impresa finiva con l'essere rescisso e i lavori gestiti direttamente. Il 28 ottobre 1856 venne completato il primo tratto fino alla stazione di Carregado e il giorno dopo iniziò il servizio con due coppie di treni; nonostante l'apertura e le sovvenzioni statali le difficoltà della Compagnia persistevano e poco tempo dopo i lavori si interrompevano nuovamente.

### La concessione revocata
Risultava evidente l'impossibilità di raggiungere Santarém entro settembre 1857; Carlos Bento da Silva, il 14 aprile 1857, approntava quindi un progetto di legge di revoca del contratto con la "Companhia" e dava incarico all'ingegnere e imprenditore britannico Samuel Morton Peto per la costituzione di una nuova società che garantisse la costruzione della ferrovia da Lisbona a Porto.
Il progetto di revoca veniva approvato mentre i lavori ripartivano sotto la direzione di Morton Peto.
La tratta seguente fu inaugurata il 31 luglio dello stesso anno.
Il caso della Companhia Peninsular fu un esempio emblematico tra i tanti casi di speculazione finanziaria del tempo.